# Nicolas Andry
Nicolas Andry de Boisregard (Lione, 1658 – Parigi, 13 maggio 1742) è stato un medico e letterato francese. Parassitologo e ortopedico, scrisse nel 1741 L'orthopedie, saggio che lo rese famoso e che diede il nome a questa branca della medicina.

## Biografia

### Infanzia e gioventù
Nicolas Andry nacque nel 1658 a Lione, nella parrocchia cattolica di Saint Nizier da una famiglia di mercanti relativamente povera. Aveva due fratelli maggiori, Antoine e Claude, ordinati sacerdoti. Dopo aver studiato teologia, intraprese la carriera ecclesiastica, che abbandonò nel 1690; in quell'anno assunse il cognome di Bois-Regard e iniziò a studiare medicina presso l’Università di Reims. Nel 1694 venne sciolto dai voti ecclesiastici da re Luigi XIV e riprese gli esami universitari, questa volta a Parigi.
Nel 1697 discusse la tesi di laurea dal titolo Il rapporto nella gestione delle malattie tra la felicità del medico e l'obbedienza del malato. Tra i pochi riferimenti alla sua città natale, si trova: «l'acqua potabile può venire da un fiume, come a Parigi, ma l'acqua del Rodano e della Saona è malsana e ai bambini va data l'acqua presa dai pozzi».

### Studi universitari e chirurgici
La seconda metà del XVII secolo corrisponde alla nascita della chirurgia con la comparsa dei cosiddetti barbieri-chirurghi. Andry proseguì la sua carriera sotto il regno di Luigi XIV e poi sotto Luigi XV, sovrano con un forte interesse al mondo della chirurgia. Nonostante l'ambiente parigino fosse particolarmente vivace, la vita di Nicolas Andry fu piuttosto tormentata, dovendo affrontare diversi ostacoli, tra cui i pregiudizi relativi alla sua professione.
Fu professore presso il Collegio di Francia e poi Preside della Facoltà (1724), e critico per il Journal des Savants. Non smise mai di disprezzare i suoi colleghi, in particolare i “barbieri chirurghi” denigrandoli con l'appellativo di sous médecins (lett. "sotto-medici"). Soppresse i cinque posti di medicina operatoria appena creati, proibì loro di operare se non in presenza di un medico e impedì loro di concedere l'esenzione dalle restrittive consuetudini della Quaresima. Questa virulenza è ben illustrata nel Cleon à Eudoxe touchant la prééminence de la médecine sur la chirurgie del 1738. I suoi colleghi di facoltà lo descrissero come un "giornalista medico, superbo, sprezzante, confuso, irascibile e geloso". Il suo atteggiamento gli costò il licenziamento dal Journal des Savants e le dimissioni da decano.

### Vita privata e morte
Andry si sposò per tre volte ed ebbe una figlia con la terza moglie. Morì a Parigi il 13 marzo 1742, all'età di 84 anni, un anno dopo aver scritto la sua opera maggiore, L'orthopédie. In vita ebbe vari problemi relazionali; si leggano i seguenti commenti su di lui nel Dictionnaire des Sciences Médicales: "…se avesse speso tanto tempo in lavori utili quanto in vili intrighi avrebbe potuto avere un posto a fianco dei medici più famosi che la Francia ha prodotto…" e anche "…ha criticato senza pietà gli scritti dei suoi colleghi medici e si è mostrato essere un detrattore ingiusto piuttosto che un critico imparziale…"

## I suoi lavori

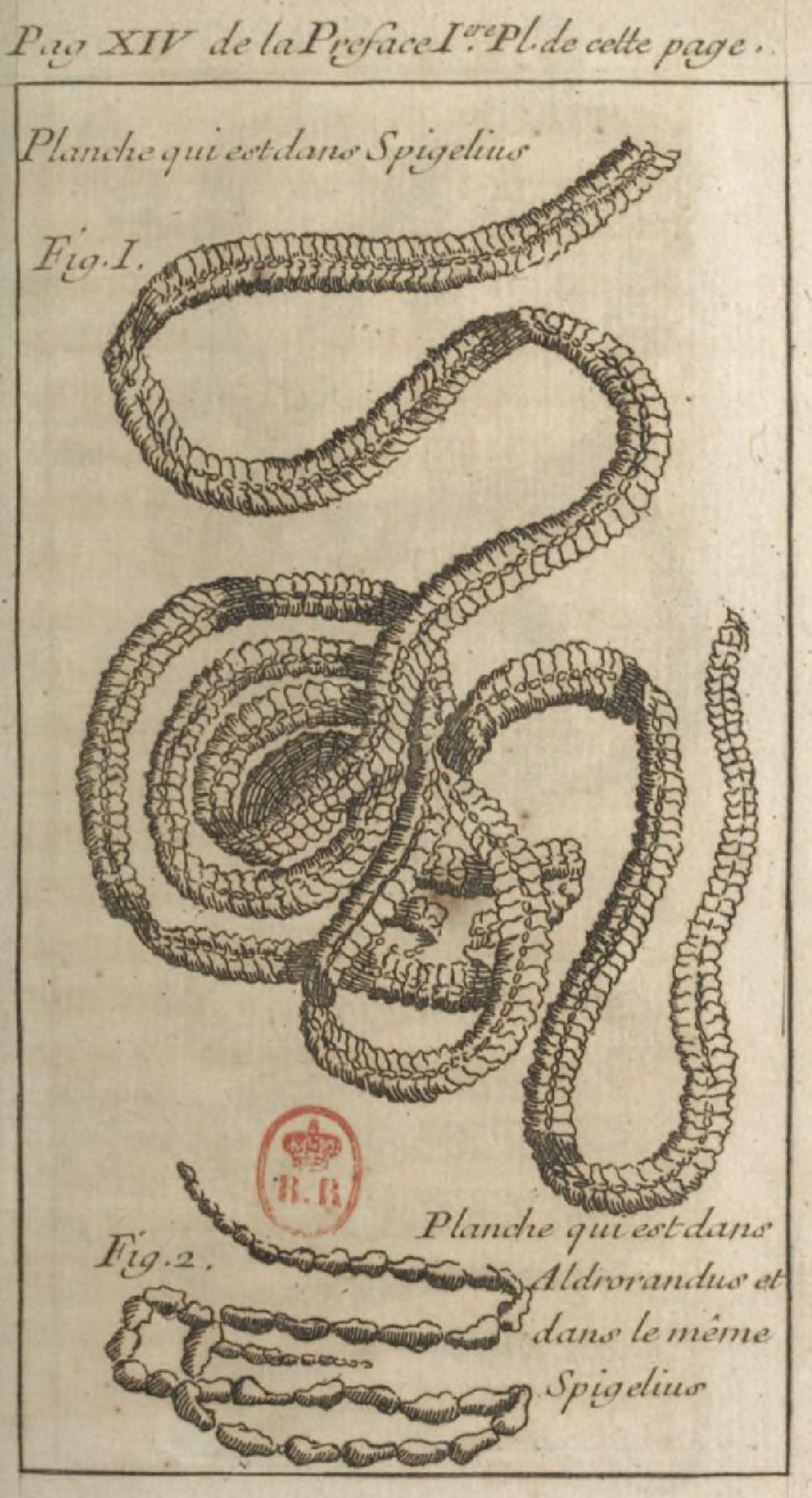
Nicolas Andry de Bois-Regard, De la génération des vers (1741)

Tra i suoi scritti vi sono diversi testi filosofici e opuscoli sarcastici, tuttavia i suoi interessi principali furono l'ortopedia e la parassitologia.

### De la géneration des vers dans le corps de l'homme
Nel 1700 pubblicò il suo primo libro: De la géneration des vers dans le corps de l'homme. De la nature et des espèces de cette maladie, les moyens de s'en conservator et de la guérir, (lett. "Sulla generazione dei vermi nel corpo umano. Sulla natura e sulle tipologie di questa malattia, le modalità per prevenirla e curarla"). Questo lavoro gli valse il titolo di "padre della parassitologia". Il saggio è costituito da 12 capitoli e ogni singola pagina è corredata di incisioni. Nel 1704, un altro libro integrerà il primo sulle malattie parassitarie. Questi due libri gli portarono notorietà ma anche scherno e disprezzo: Valisnieri lo appello "homo vermiculosus" e, in seguito, verrà appunto soprannominato "homini verminoso"..

### L'orthopédie ou l'art de prévenir et corriger dans les enfants les difformités du corps
All'età di 82 anni scrisse l'opera più famosa, pubblicata per la prima volta a Parigi nel 1741 in due volumi. Il libro ebbe un successo immediato e fu presto pubblicato all'estero: a Bruxelles (1742), poi a Londra (1743) in lingua inglese e, infine, a Berlino (1744). Tra le righe è possibile scorgere dei commenti: "Non si deve trascurare il corpo e lasciarlo deformare, questo sarebbe contro l'intenzione del Creatore; questo è il principio base dell'ortopedia" e poi, continuando, "questo libro è rivolto esclusivamente ai padri e alle madri e a tutte le persone che allevano i bambini, le quali devono cercare di prevenire e correggere qualsiasi parte deformata del corpo del bambino".

L'opera è divisa in quattro libri: i primi tre che costituiscono il primo volume e il quarto, che contiene una lunga prefazione "semantica", spiega l'origine della parola ortopedia. Si legge: 
Il primo libro riguarda l'anatomia "artistica" del corpo, con un capitolo sulle sue proporzioni esterne. Lo stile è ricco di citazioni poetiche, letterarie e storiche: l'uso della parola "gaster" fa riferimento a una favola di Jean de La Fontaine intitolata Les membres révoltés contre l'estomac. 

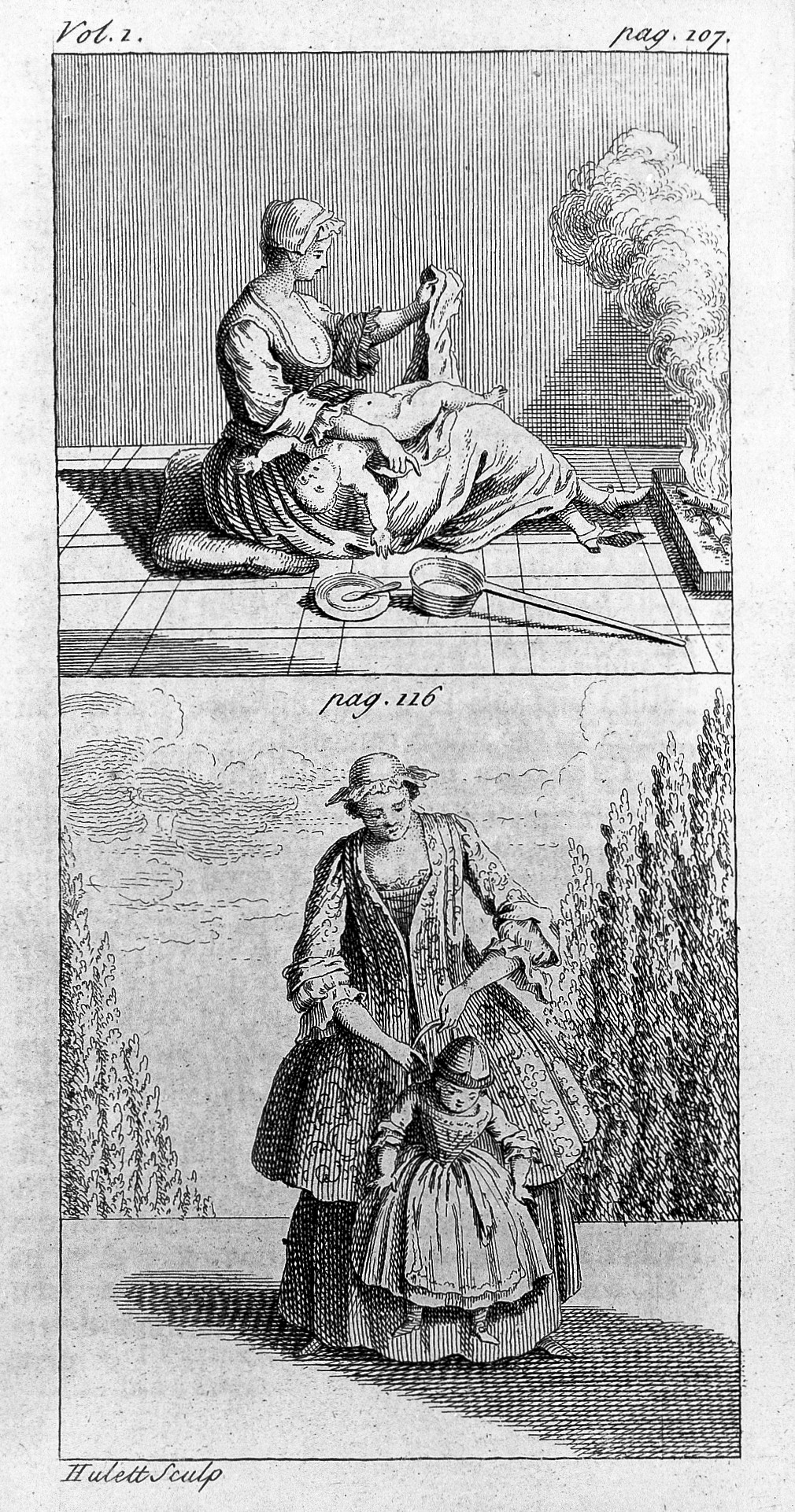
Nicolas Andry de Bois-Regard, Orthopedia, 1743

I libri II e III trattano l'ortopedia pediatrica nella sua accezione moderna. Vengono descritti metodi utili per prevenire e correggere le deformità posturali del tronco e della colonna vertebrale. A parte qualche commento mordace, i suggerimenti terapeutici sono corretti e sensati: una postura sana utilizzando una sedia impagliata, uno scrittoio, la giusta posizione per cucire, l'importanza del movimento attivo (contrariamente a manipolazioni passive). E infine, per curare la scoliosi, suggerisce di indossare un tutore imbottito che va cambiato ogni tre mesi.
Il libro III tratta delle deformità degli arti: Andry distingue tra disuguaglianze congenite o acquisite (per “dimagrimento”) e pseudo accorciamenti degli arti dovuti a lussazione (in questo caso consiglia “un pronto intervento da parte del chirurgo”). Per la curvatura della tibia suggerisce un trattamento “conservativo”: «legando l'arto piegato a una lastra di ferro come se si volesse raddrizzare il tronco storto di un giovane albero». Questa è la famosa incisione dell'"albero storto" spesso considerata come una correzione della scoliosi. Molti loghi sono ispirati all'albero storto, come ad esempio: la Società Francese di Chirurgia Ortopedica e Traumatologia (SOFCOT) e la Società Francese di Ortopedia Pediatrica (SOFOP).
Il libro IV copre con notevole dettaglio le deformità della testa e del viso. «L'ortopedia, oggi, non si occupa di questo tipo di deformità. Tuttavia, molti altri specialisti apprezzeranno questa sezione, vale a dire i chirurghi maxillo-facciali, l'ortopedia dentale e i chirurghi estetici. Copre il labbro leporino, le orecchie a sventola, il principio dell'uso di strisce di carne (per riparare un naso rotto, prelevato dal braccio) e persino alcuni principi della logopedia».
Restano infine interessanti alcuni capitoli, come, ad esempio, il trattamento delle dita extra prive di struttura ossea eliminate tramite l'uso di un filo di strangolamento e quello dei bambini mancini.
L'opera finisce con qualche consiglio sulla morale, in realtà piuttosto aggressivo nei confronti delle tate “mal addestrate a curare lo sviluppo fisico e educativo dei bambini”. Tra essi sono riscontrabili tre raccomandazioni: tutto dovrebbe essere fatto per evitare che il bambino sperimenti vendetta, bugie e paura. In un capitolo sulla chirurgia e l'ortopedia, pubblicato nell'Enciclopedia di Diderot e D'Alembert, si fa ampio cenno ad Andry ed egli darà il suo contributo alla definizione del termine e del concetto di ortopedia.

## La parola "ortopedia"

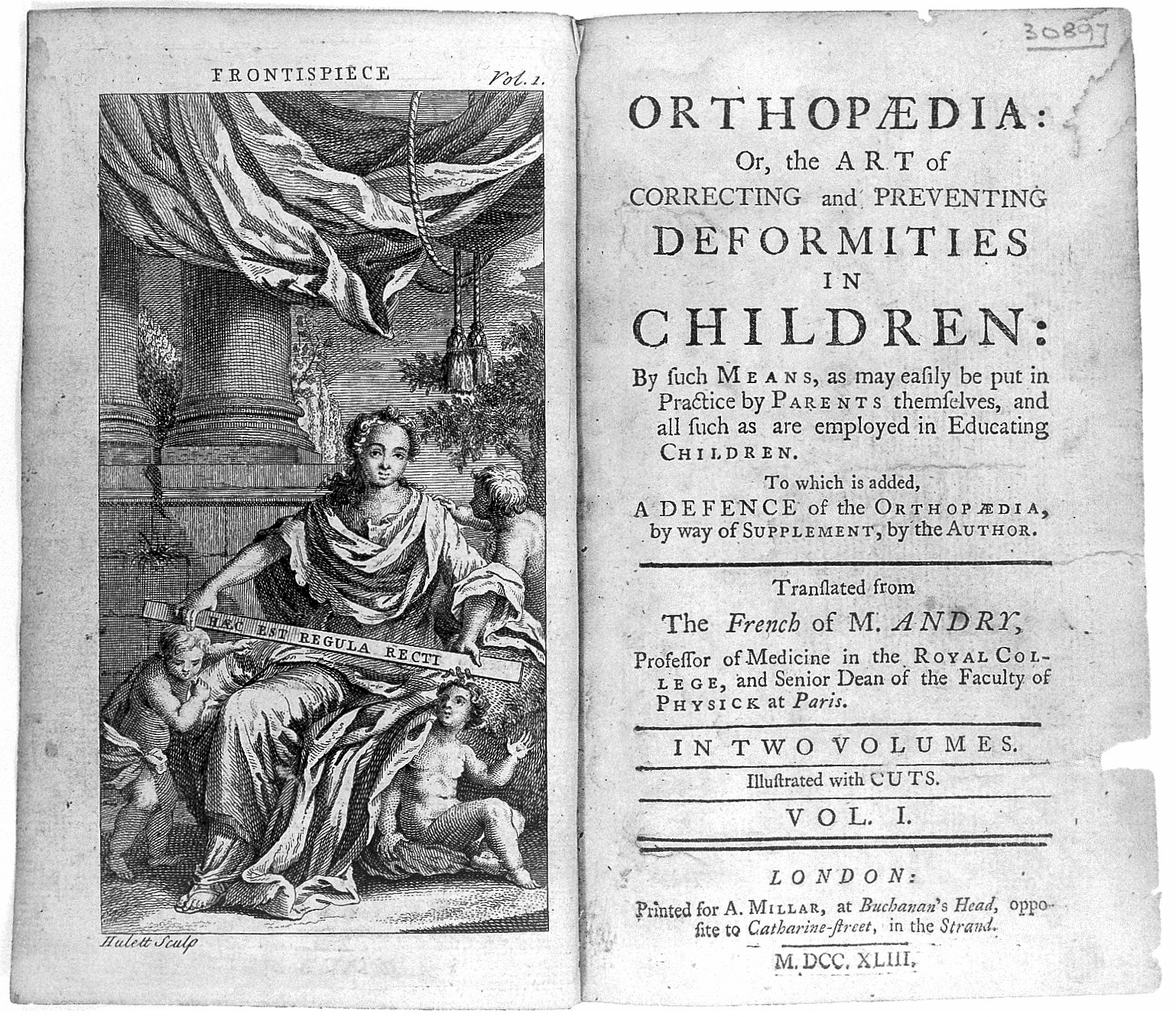
Nicolas Andry de Bois-regard, Orthopedia (1743)

Questa parola, tuttavia, suscitò diverse polemiche. Come descrisse Andry nella sua prefazione, questo neologismo era composto da due radici greche. Esso seguì altre meno riuscite (callipédie e pédotrophie). Il termine sarà poi ripreso da Diderot. Nel 1805, questa espressione comparve per la seconda volta in un trattato Nuova ortopedia pubblicato da Desbordeaux prima di essere di uso comune nei diversi trattati di ortopedia che furono pubblicati in quel periodo. I puristi erano allarmati da questo termine, che essenzialmente significava "correzione delle deformità dei bambini", trasformando così la locuzione “ortopedia pediatrica” in un pleonasmo e rendendo assurda la proposizione “ortopedia negli adulti”.
Nel 1820 il termine è riscontrabile nel Dizionario di Scienze Mediche, l'orthomorphie creata da Delpech nel 1828 a Montpellier, l'orthosomatique di Bricheteau e d'Invernois da Parigi e l'orthopraxie suggerita da Heather-Bigg a Londra nel 1867. Tuttavia, è la parola ortophedics che è sopravvissuta.
Nel tempo, la portata del significato di questa parola è stata ristretta e poi ampliata. Inizialmente essa era riferita ai bambini, con la connotazione di prevenzione e ricerca di una bella forma umana. L'importanza del "trattamento conservativo" piuttosto che dell'uso della chirurgia si addice bene a questa prima definizione. Un secolo dopo, negli anni Quaranta dell'Ottocento, vi fu un rapido aumento delle procedure chirurgiche ed era ormai accertato che fosse la chirurgia ossea e articolare a prendere il sopravvento. I professori di “chirurgia ortopedica e infantile” del XX secolo illustrano questa confusione semantica. Anche se il termine è stato adottato oggi, si deve distinguere la chirurgia ortopedica, che riguarda gli adulti (e che comprende trattamenti sia conservativi che operativi), dalla “chirurgia ortopedica pediatrica”, che è riservata ai bambini e agli adolescenti.

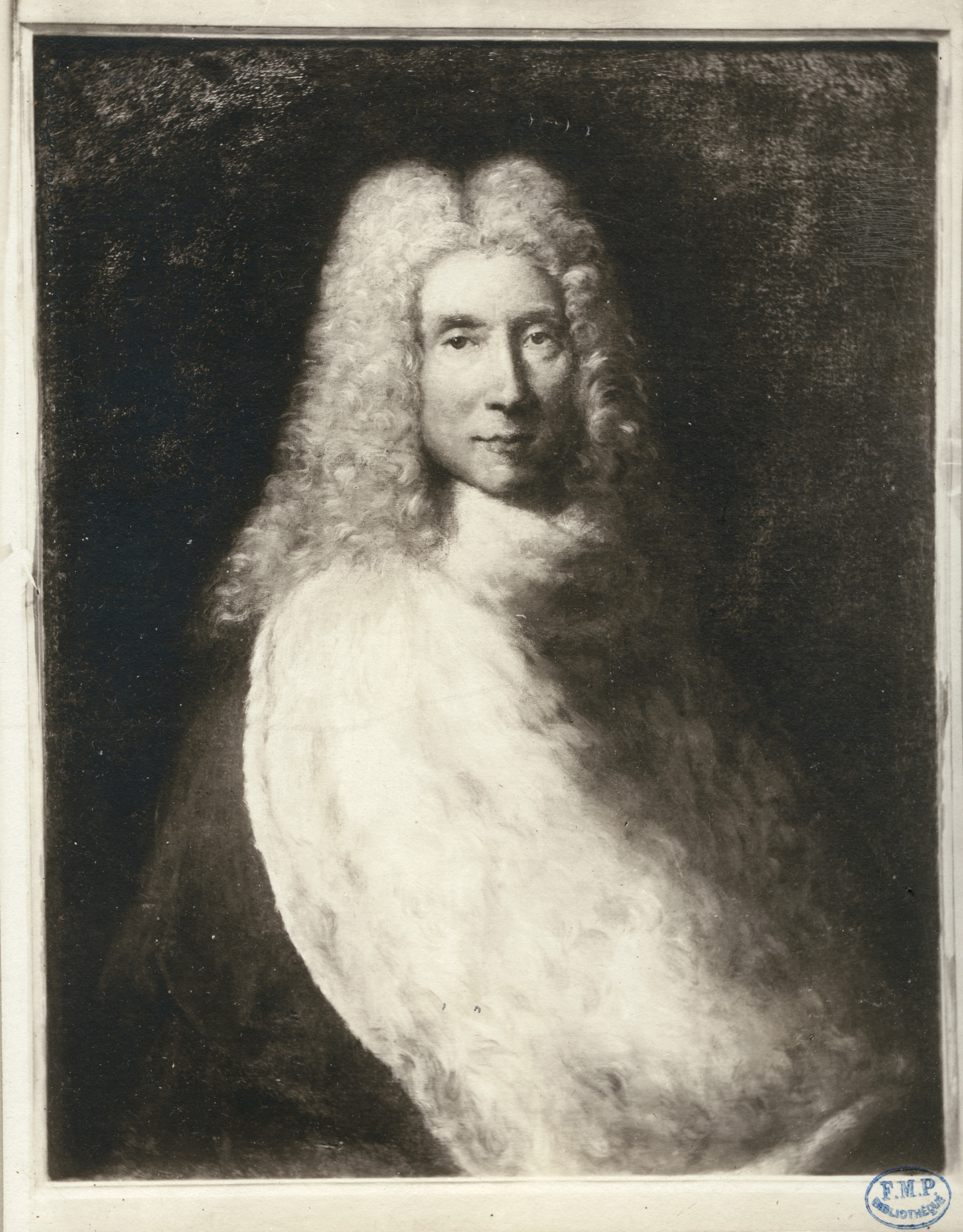
Il ritratto di N. Andry di Chereau

## Il mistero del ritratto
Il ritratto di Andry non si trova sul frontespizio delle sue opere. Una sua tela autentica faceva parte della collezione della Facoltà di Medicina di Parigi fino alla fine del XIX secolo: questo "ottimo ritratto" di cui parla Chereau, è misteriosamente scomparso e fu poi ritrovato 50 anni dopo nell'ufficio del Preside. Il presunto quadro, eseguito da De Troy nel 1738, lo mostra con indosso una parrucca, un mantello di ermellino e un mantello rosso. Secondo Bonnola (allievo di Putti), questa tela non può rappresentare Andry (che appariva molto più giovane della sua reale età di 80 anni). Il dubbio però permane poiché non appena fu trovato tale ritratto, scomparve nuovamente. L'ironia del destino ha lasciato una sola rappresentazione di Andry, che è l'acquaforte intitolata Homini verminoso (Uomo verme) che si trova nella Biblioteca Nazionale Francese.

## Opere
- Panégyrique de l'empereur Théodose, prononcé à Rome par Pacat, traduit de latin en françois (1687)
- Sentiments de Cléarque sur les Dialogues d'Eudoxe et de Philanthe et sur les Lettres à une dame de province (1688)
- Réflexions sur l'usage présent de la langue française ou Remarques nouvelles et critiques touchant la politesse du langage (2 volumes, 1689). Réédition: France-Expansion, Paris, 1972. Texte en ligne
- Suite des Réflexions critiques sur l'usage présent de la langue françoise (1693)
- De la Génération des vers dans le corps de l'homme par Me Nicolas Andry. Avec trois lettres écrites à l'auteur sur le sujet des vers, les deux premières d'Amsterdam, par M. Nicolas Hartsoeker, et l'autre de Rome, par M. Georges Bagliv (1700)
- Remarques de médecine sur différents sujets, principalement sur ce qui regarde la saignée, la purgation et la boisson (1710)
- Le Régime du Carême considéré par rapport à la nature du corps et des aliments (1710)
- Vers solitaires et autres de diverses espèces, dont il est traité dans le livre De la Génération des vers, représentés en plusieurs planches, ensemble plusieurs remarques importantes sur ce sujet (1718) Texte en ligne
- Examen de divers points d'anatomie, de chirurgie, de physique, de médecine, etc., par Me Nicolas Andry au sujet de deux Lettres plaintives à lui écrites par un chirurgien de Paris, touchant l'exposé qu'on a fait dans le Journal des Sçavans de quelques-unes des fautes d'un traité de ce chirurgien sur les maladies des os (1725)
- Remarques de chimie, touchant la préparation de différents remèdes usités dans la pratique de la médecine (1735)
- 'Orthopédie, ou l'Art de prévenir et de corriger dans les enfants les difformités du corps (2 volumes, 1741)
- Le Thé de l'Europe, ou les Propriétés de la véronique, tirées des observations des meilleurs auteurs et surtout de celles de M. Francus, médecin allemand (1746)